# Одоевский, Алексей Никитич
Князь Алексе́й Ники́тич Одо́евский (ум. 15 декабря 1655) — рында, голова и стольник во времена правления Алексея Михайловича.
Из княжеского рода Одоевских. Сын ближнего боярина князя Никиты Ивановича Одоевского и Евдокии Фёдоровны Шереметевой.
Имел братьев бояр: Михаила, Фёдора, Якова и сестру Прасковью — жена князя Григория Сунчалеевича Черкасского.

## Биография
Впервые упоминается при пожаловании в царские стольники 5 апреля 1648 года. Служил при дворе царя Алексея Михайловича, участвовал в разных придворных церемониях и приёмах иностранных послов.
В 1654 году в звании рынды у большого саадака, сопровождал царя Алексея Михайловича в первом походе на Речь Посполитую, во время русско-польской войны 1654—1667 годов. В следующем 1655 году участвовал во втором царском походе на Литву, находясь в чине головы 2-й сотни стольников. Отличился во втором литовском походе и после возвращения в Москву получил в награду придачу к своему окладу.
Скончался 15 декабря 1655 года и похоронен в Троицком соборе в Троице-Сергиевой лавре.

## Семья
Женат на дочери князя Ивана Андреевича Голицына Старшего — Ульяне Ивановне (ум. 4 января 1692), похоронена в Чудовом монастыре.
- дочь Федосья (ум. 1677) — жена князя Ивана Григорьевича Куракина (ум. 1682).

## Критика
В поколенной росписи князей Ромодановских, поданной в 1682 году в Палату родословных дел имелась запись, что младшая дочь боярина и князя Ивана Ивановича Ромодановского Младшего, не известная по имени, являлась супругой Алексея Никитича Одоевского.